# 山田和樹
山田 和樹（やまだ かずき、1979年1月26日 - ）は、日本の指揮者。神奈川県秦野市出身。はだのふるさと大使。

## 来歴
幼少の頃よりピアノ、合唱に親しむ（木下式音感教育法による）。本格的に指揮者を目指すことを決意したのは高校3年生の時で、きっかけの一つに神奈川県立希望ヶ丘高等学校在学中吹奏楽部で指揮を経験したことがあるという。
東京芸術大学音楽学部指揮科では指揮法を小林研一郎と松尾葉子に師事し、2001年に卒業。
東京芸術大学在学中に東京芸術大学生有志オーケストラ「TOMATOフィルハーモニー管弦楽団」（2006年より「横浜シンフォニエッタ」に改称）を結成し、音楽監督に就任。
また、22歳にしてベートーヴェンの交響曲を全曲演奏するなど、幅広いレパートリーを持つ。
2016年4月までに、パリ管弦楽団、フランス国立管弦楽団、トゥールーズ・キャピトル国立管弦楽団など欧米のオーケストラに客演するほか、NHK交響楽団をはじめとする日本の主要オーケストラを指揮してきた。
2005年より東京混声合唱団のコンダクター・イン・レジデンスを務め定期演奏会の指揮、委嘱作品の初演を行っているほか、フォンテックからCDを発売している。
2009年9月17日、ブザンソン国際指揮者コンクールで優勝した。日本人としては1959年に小澤征爾が優勝して以来8人目。同時に聴衆賞も受賞した。
2010年9月より2012年8月までNHK交響楽団副指揮者を務めた。
2010年8月23日、サイトウ・キネン・フェスティバル松本に出演し、ベートーヴェンのピアノ協奏曲第4番（ピアノは小菅優）と交響曲第7番を指揮した。ブザンソン国際音楽コンクールでの演奏を聴いた小澤征爾の推薦であった。
2012年のシーズンからは、スイス・ロマンド管弦楽団の首席客演指揮者を2017年まで、日本フィルハーモニー交響楽団正指揮者を2022年8月まで、仙台フィルハーモニー管弦楽団のミュージックパートナーに2017年まで就任。
2014年4月より東京混声合唱団にて音楽監督へ昇格、9月よりモンテカルロ・フィルハーモニー管弦楽団の首席客演指揮者に就任。
2015年4月、首席客演指揮者任期満了後の2016年9月よりジャンルイジ・ジェルメッティの後任としてモンテカルロ・フィルハーモニー管弦楽団の音楽監督兼芸術監督に就任した。
2016年3月、東京混声合唱団創立60周年記念定期演奏会に関する記者会見にて、同団理事長職を兼務している。
2018年4月より2024年3月まで、読売日本交響楽団の首席客演指揮者に就任した。
2021年9月、2023年4月よりバーミンガム市交響楽団の首席指揮者兼アーティスティックアドバイザーに就任することが発表された。
2009年以後2025年現在、ドイツ・ベルリン在住。
2024年4月、2025年6月にベルリン・フィルハーモニー管弦楽団の定期公演に客演することが発表された。日本人の指揮者が新たにベルリン・フィルを振るのは、2011年の佐渡裕以来、14年ぶりである。
2024年4月、2026年4月より東京芸術劇場の芸術監督（音楽部門）に就任することが発表された。
2024年5月、バーミンガム市交響楽団の音楽監督に就任することが発表された。

2026/27シーズンより ベルリン・ドイツ交響楽団（DSO）の 首席指揮者兼芸術監督 に就任

## 経歴
- 1998年 - 横浜シンフォニエッタ音楽監督
- 2005年 - 2014年 東京混声合唱団コンダクター・イン・レジデンス
- 2009年 - ブザンソン国際指揮者コンクール優勝
- 2010年 - 2012年 NHK交響楽団副指揮者
- 2010年 - オーケストラ・アンサンブル金沢ミュージックパートナー
- 2011年 - 出光音楽賞受賞
- 2012年 - スイス・ロマンド管弦楽団首席客演指揮者
- 2012年 - 日本フィルハーモニー交響楽団正指揮者
- 2012年 - 仙台フィルハーモニー管弦楽団ミュージックパートナー
- 2012年 - 渡邉暁雄音楽基金音楽賞受賞
- 2012年 - 齋藤秀雄メモリアル基金賞受賞
- 2012年 - 文化庁芸術祭賞新人賞（音楽部門）受賞
- 2014年 - 東京混声合唱団音楽監督（2016年より理事長も兼務）
- 2014年 - モンテカルロ・フィルハーモニー管弦楽団首席客演指揮者
- 2016年 - モンテカルロ・フィルハーモニー管弦楽団音楽監督兼芸術監督
- 2017年 - 第67回芸術選奨文部科学大臣新人賞受賞[29]
- 2018年 - 読売日本交響楽団首席客演指揮者に就任
- 2024年 - バーミンガム市交響楽団音楽監督に就任
- 2025年 - 関西フィルハーモニー管弦楽団「フレンド・オブ・サチオ」に就任[30]
- 2026年 -  東京芸術劇場の芸術監督（音楽部門）に就任（予定）
- 2026/27シーズンより ベルリン・ドイツ交響楽団（DSO）の 首席指揮者兼芸術監督 に就任

## メディア出演

### CM
- 日本香堂「青雲」『青雲の歌』（2020年 - ） - 指揮。演奏：日本フィルハーモニー交響楽団、歌唱：林家たい平[31]